# Dorothy Layton
Dorothy Violet Wannenwetch, senare Layton född 13 augusti 1912 i Ohio, död 1 juni 2009 i Maryland, var en amerikansk skådespelerska som medverkade i några av de första ljudfilmerna.

## Karriär

### Filmkarriär
Layton hette egentligen Wannenwetch i efternamn, men när hon skulle signera kontrakt för Metro Goldwyn Mayer valde hon att byta namn till Layton efter en äldre släkting.
Hon kom att medverka i flera Hal Roach-filmer med komikerduon Helan och Halvan eller komikern Charley Chase. Efter att ha gjort sin sista roll i filmen Fallen-Arches 1933 med Charley Chase lämnade hon skådespelarkarriären.

### Privatliv och senare år
Hon inledde en romans med advokaten Roger Marchetti 1929, men 1933 var deras förhållande slut. 1934 gifte hon sig med affärsmannen Howard Taylor. De fick två barn ihop, en son och en dotter.
1947 blev hon volontär på en vårdcentral. 1977 gick hon i pension, men kom tillbaka fem år senare för att underhålla patienter och lära dem att spela bridge, som hon i sin tur lärt sig spela av Howard Hughes.
Hon avled 2009 på ett sjukhem i Maryland där hon hade varit bosatt sedan 1996.

## Filmografi (i urval)
- 1931 – Helan och Halvans förflutna
- 1931 – On the Loose
- 1932 – Apkonster och kärlek
- 1932 – Vänligt bemötande
- 1932 – Här vilar inga lessamheter[3]